# St. Maria – Trösterin der Betrübten (Barth)

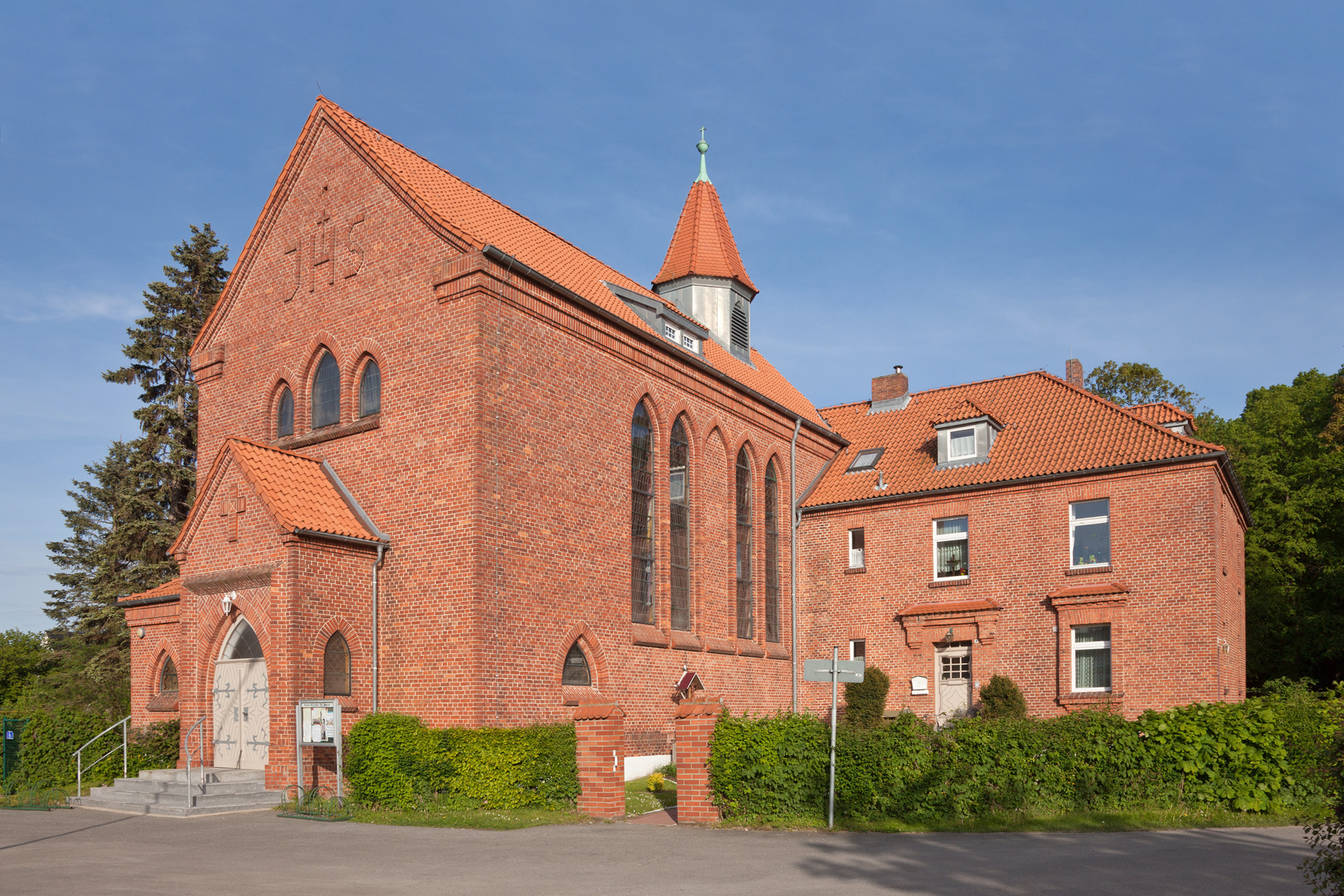
Die Kirche St. Maria – Trösterin der Betrübten in Barth

St. Maria – Trösterin der Betrübten ist eine katholische Kirche in Barth, Mecklenburg-Vorpommern und gehört zum Dekanat Vorpommern des Erzbistums Berlin.

## Geschichte
Die Kirche St. Maria – Trösterin der Betrübten wurde 1926/1927 im Stil der Backsteingotik erbaut. 1993 wurde die Kirche saniert und 1996 mit einer neuen Orgel ausgestattet. Seit 2005 gehört die Kirche zur katholischen Kirchgemeinde Stralsund – Richtenberg – Barth – Zingst, deren Hauptkirche die Dreifaltigkeitskirche in Stralsund ist.

## Orgel
Die Orgel der Kirche wurde von Johannes Kircher (Heidelberg) in den Jahren 1995/96 erbaut.  Dabei wurde auf Teile eines älteren Instrumentes (Baujahr um 1947) aus der katholischen Kirche St. Verena in Andelshofen/Bodensee zurückgegriffen. Diese zu jenem Zeitpunkt bereits abgebaute und eingelagerte Orgel hatte pneumatische Kegelladen mit 12 labialen Registern auf 2 Manualen und Pedal und einen Freipfeifenprospekt.
Wegen anderer baulicher, architektonischer und klanglicher Gegebenheiten am neuen Aufstellungsort in Barth entschied man sich für ein neues Konzept im Rahmen der vorhandenen wiederverwertbaren Orgelteile. Neben der Neugestaltung des Prospekts und teilweise neuer Mechanik wurde dabei das II. Manual als Schwellwerk konzipiert. Aus der alten Orgel wurden die Windladen, der Magazinbalg sowie Holz- und Zinnpfeifen wiederverwendet. Zusätzlich zum vorhandenen Schöpfbalg mit Tritthebel an der linken Gehäuseseite wurde ein neues elektrisches Orgelgebläse eingebaut. Die Bleirohre der pneumatischen Spieltraktur wurden entfernt und stattdessen direkt unter den Windladen neue Elektromagnete eingesetzt. So wurde aus einer rein pneumatischen Orgel ein elektro-pneumatisches Instrument, was u. a. zu einem präziseren Spielgefühl führt. In der Folge wurde ein elektrischer Spieltisch erforderlich, der aus Lagerbeständen des Orgelbauers in das Projekt eingebracht wurde.
Das Orgelgehäuse und der Prospekt wurden in gotischer Bauart neu in massivem Fichtenholz in Rahmen-Füllung-Bauweise erbaut und in den drei Grundfarben der Kirche (Grün, Rot und Gold) farblich gefasst. Die Goldfassung an den fünf Schleierbrettern und oberen Gehäusefriesen ist aus Blattgold im klassischen Verfahren belegt. Auch der Spieltisch wurde in den Farben der Orgel gefasst und erhielt ein durchsichtiges Notenpult aus Acrylglas, damit der Orgelprospekt vom Kirchenraum aus sichtbar bleibt.
In der Disposition wurde ein drittes Pedalregister (Posaune 16′) auf einer Kegeleinzellade ergänzt. 31 neue Zinnpfeifen des Prinzipal 8′ sind in den fünf Feldern des Prospektes zu sehen.
| I Hauptwerk |           |    |
| 1.          | Prinzipal | 8′ |
| 2.          | Rohrflöte | 8′ |
| 3.          | Octave    | 4′ |
| 4.          | Mixtur IV | 2′ |
| 5.          | Trompete  | 8′ |

| II Schwellwerk |                |      |
| 6.             | Salizional     | 8′   |
| 7.             | Gedackt        | 8′   |
| 8.             | Blockflöte     | 4′   |
| 9.             | Sesquialter II | 2/3′ |
| 10.            | Waldflöte      | 2′   |

| Pedal |          |     |
| 11.   | Subbaß   | 16′ |
| 12.   | Oktavbaß | 8′  |
| 13.   | Posaune  | 16′ |

Tremulant auf beide Manualwerke wirkend.
Die Orgelweihe fand am 25. Februar 1996 statt. Neithard Bethke, ehemaliger Domorganist am Ratzeburger Dom, spielte am Abend desselben Tages das Konzert zur Orgelweihe.